# Saint-Lucien
Saint-Lucien é uma comuna francesa na região administrativa do Centro, no departamento Eure-et-Loir. Estende-se por uma área de 8,74 km². Em 2010 a comuna tinha 264 habitantes (densidade: 30,2 hab./km²).